# Liste der Monuments historiques in Arpheuilles (Cher)
Die Liste der Monuments historiques in Arpheuilles (Cher) führt die Monuments historiques in der französischen Gemeinde Arpheuilles auf.

## Liste der Objekte
| Bezeichnung  | Beschreibung | Standort                       | Kennzeichnung | Schutzstatus | Datum | Bild |
| ------------ | --- | ------------------------------ | ------------- | ------------ | ----- | ---- |
| Hostienkelch | Silbernes Ziborium verziert mit Trauben, die von Bändern und Blättern gehalten werden. Aus der zweiten Hälfte des 17. Jahrhunderts. | in der Kirche St-Martin (Lage) | PM18000012    | Classé       | 1976  |      |
| Patene       | Silberne Patene mit einem eingravierten Monogramm auf der Rückseite aus dem 17. Jahrhundert.                                        | in der Kirche St-Martin (Lage) | PM18000013    | Classé       | 1976  |      |
| Kelch        | Silberner Kelch mit Randverzierung aus Perlen, Blattfries und einem eingravierten Kreuz aus dem 17. und 19. Jahrhundert.            | in der Kirche St-Martin (Lage) | PM18000014    | Classé       | 1976  |      |